# Butch Feher
Raymond G. Feher, detto Butch (Flint, 19 maggio 1954), è un ex cestista statunitense, professionista nella NBA.

## Carriera
Venne selezionato dai Phoenix Suns al secondo giro del Draft NBA 1976 (33ª scelta assoluta).